# Edson Castillo
Edson Daniel Castillo García (ur. 18 maja 1994 w Ciudad Guayana) – wenezuelski piłkarz występujący na pozycji środkowego lub defensywnego pomocnika, reprezentant Wenezueli, od 2023 roku zawodnik południowoafrykańskiego Kaizer Chiefs.